# Waiting
Waiting är en amerikansk film från 2007 i regi av Lisa Campbell. Filmen handlar om en restaurang som heter Shenaniganz och om dem som jobbar där.